# ТЕТРАРУС
ТЕТРАРУС (от англ. TErrestrial Trunked RAdio, наземное транкинговое радио) — проект создания российской федеральной сети профессиональной мобильной связи формата TETRA. Курируется Мининформсвязи РФ. 
По словам министра Л. Д. Реймана, на сентябрь 2005 года были построены сети TETRA в Москве, Самаре, Казани, Калининграде, и велось строительство сети в регионе Средней Волги. Планируется, что система «обеспечит оперативное взаимодействие органов государственного управления всех уровней, особенно в области обеспечения обороны страны, безопасности и охраны правопорядка».  В Европе для железнодорожной профессиональной связи используется формат GSM-R, что может привести к проблемам несовместимости, особенно в Калининградской области.